# Bearsden
Bearsden (Schots-Gaelisch: Cille Phádraig Úr) is een dorp in de Schotse council East Dunbartonshire in het historisch graafschap Dunbartonshire. Bearsden ligt ongeveer 10 kilometer van Glasgow.
In Bearsden bevindt zich een deel van de Muur van Antoninus.

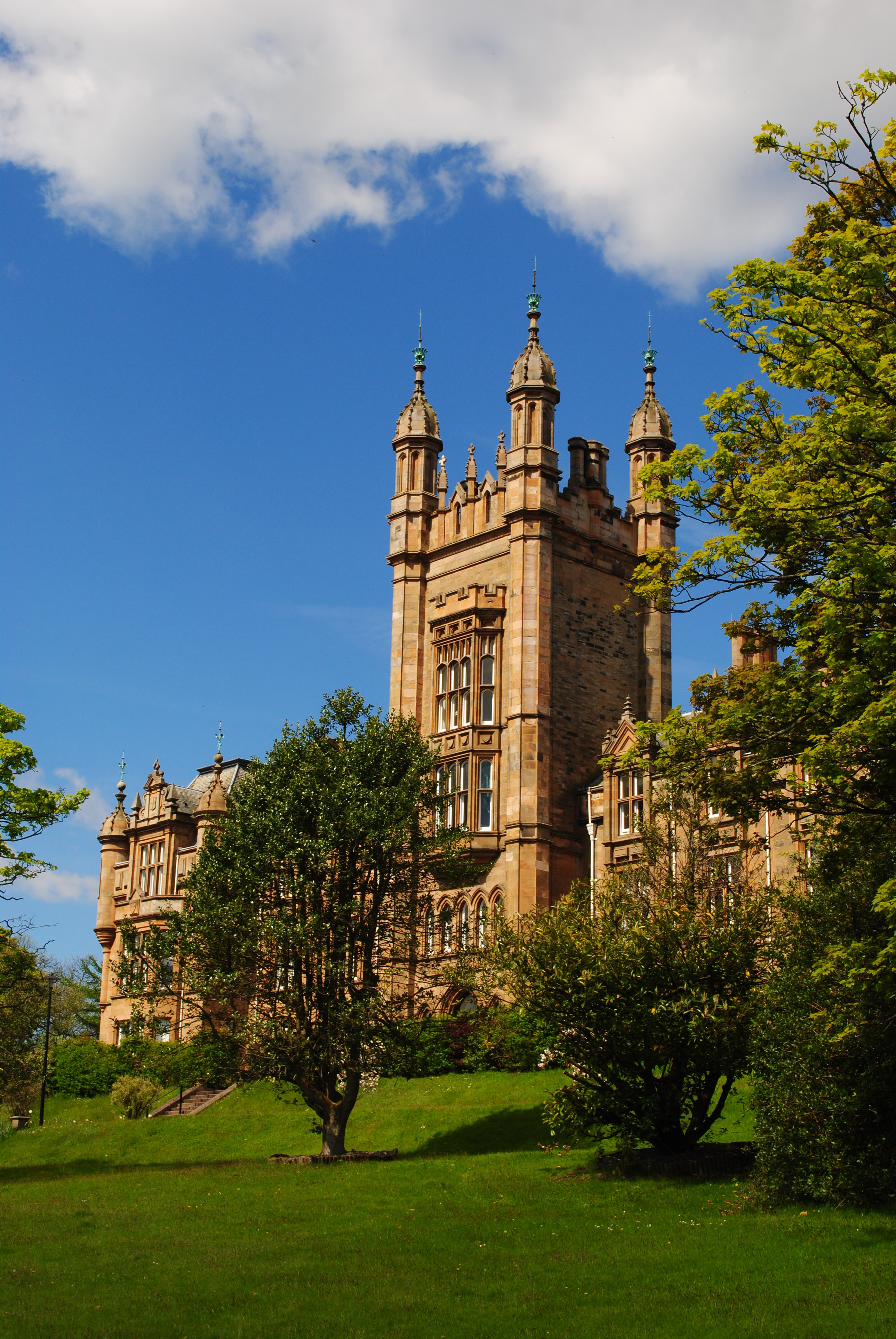

## Geboren
- Jessie M. King (1875-1949), schilder en illustrator
- David Thouless (1934-2019), natuurkundige en Nobelprijswinnaar (2016)
- David Moyes (1963), voetbaltrainer en voetballer